# Ser (álbum de Axel)
Ser es el octavo álbum de estudio del cantante y compositor argentino Axel, lanzado el 25 de agosto de 2017, bajo el sello Sony Music Latin. Fue certificado como disco de oro en Argentina por haberse vendido más de 20 mil copias del álbum.

## Lista de canciones
| Ser   |                                  |          |  |
| N.º   | Título                           | Duración |  |
| 1.    | «Soñemos juntos»                 | 3:17     |  |
| 2.    | «Aguaribay»                      | 3:30     |  |
| 3.    | «Malgre tout»                    | 3:37     |  |
| 4.    | «Aire»                           | 3:30     |  |
| 5.    | «Bailas para amar»               | 2:42     |  |
| 6.    | «Tu»                             | 3:53     |  |
| 7.    | «Que nos animemos» (con Becky G) | 2:58     |  |
| 8.    | «Cuando no encuentres paz»       | 3:11     |  |
| 9.    | «Eternidad»                      | 3:26     |  |
| 10.   | «No pretendas»                   | 3:37     |  |
| 11.   | «Nada»                           | 3:09     |  |
| 12.   | «Fermín»                         | 4:14     |  |
| 39:06 |                                  |          |  |

## Posicionamiento en listas
| Listas (2017)     | Mejor posición |
| ----------------- | -------------- |
| Argentina (CAPIF) | 1              |